# Воскресенско-Ильинская церковь
Воскресенско-Ильинский храм (Ильинская церковь, Воскресенский собор) — православный храм в городе Курске. В начале XIX века некоторое время служил городским собором.

## История
В начале XVII века на месте храма был «убогий дом» — место, где находили последний приют бездомные. В 1619 году здесь был основан Божедомский монастырь монахом Корнилом Брагиным, посвящённый святым Илье Пророку и Николаю Чудотворцу. Со временем этот монастырь соединился с Рождество-Богородицким (ныне Знаменским).
Деревянный храм, находившийся на месте современного Воскресенско-Ильинского храма был приходским для семьи Исидора и Агафии Мошниных, родителей Прохора Мошнина (будущего Серафима Саровского). Именно в нём прославленный подвижник принял Святое Крещение.
В 1768 году на месте деревянной церкви было построено нынешнее здание, а церковь стала называться церковью Ильи Пророка. После слома в 1788 году Воскресенского собора Знаменского монастыря церковь Ильи Пророка получила его престол, сменив название на Воскресенский собор, и с это момента он являлся главным храмом в городе (до 1833 года). В 1904—1907 годах реставрацию церкви осуществил архитектор строительного отделения Курского губернского правления Б. А. Альберти.
В 1926 году Воскресенский собор был закрыт, здание отдали Государственному архиву Курской области, в 1985 г. — архиву Агропромкомитета. В начале 1950-х гг. при строительстве Дома книги были разобраны колокольня и портик. В 1995 году собор снова открыт для богослужений под названием Воскресенско-Ильинский храм.
Настоятелем храма является протоиерей Евгений Бычков (он же — благочинный Курского района). Диакон — Андрей Ярмолюк.

## Святыни
В храме открыты для свободного доступа частицы мощей Святителя Николая, Мир Ликийских Чудотворца, Святого Апостола Андрея Первозванного, Святой Блаженной Матроны Московской, Святого Преподобного Серафима Саровского, Святого Преподобного Сергия Радонежского и других святых.
- Воскресенско-Ильинский храм. Фотография на почтовой открытке анонимного издательства, 1910-е годы
- Мемориальная доска на Воскресенско-Ильинском храме